# Удфорд (окръг, Илинойс)
Окръг Удфорд (на английски: Woodford County) е окръг в щата Илинойс, Съединени американски щати. Площта му е 1406 km², а населението - 35 469 души (2000). Административен център е град Юрика.